# パルクソサウルス
パルクソサウルス（Parksosaurus 「ウィリアム・パークスのトカゲ」の意味）はカナダ、アルバータ州のホースシューキャニオン層の上部白亜系マーストリヒチアン階の地層から発見されたテスケロサウルス科の鳥盤類恐竜の属の一つである。大部分が関節した体骨格と部分的な頭骨に基づいており、小型で二足歩行の植物食恐竜であったとみられる。

## 特徴

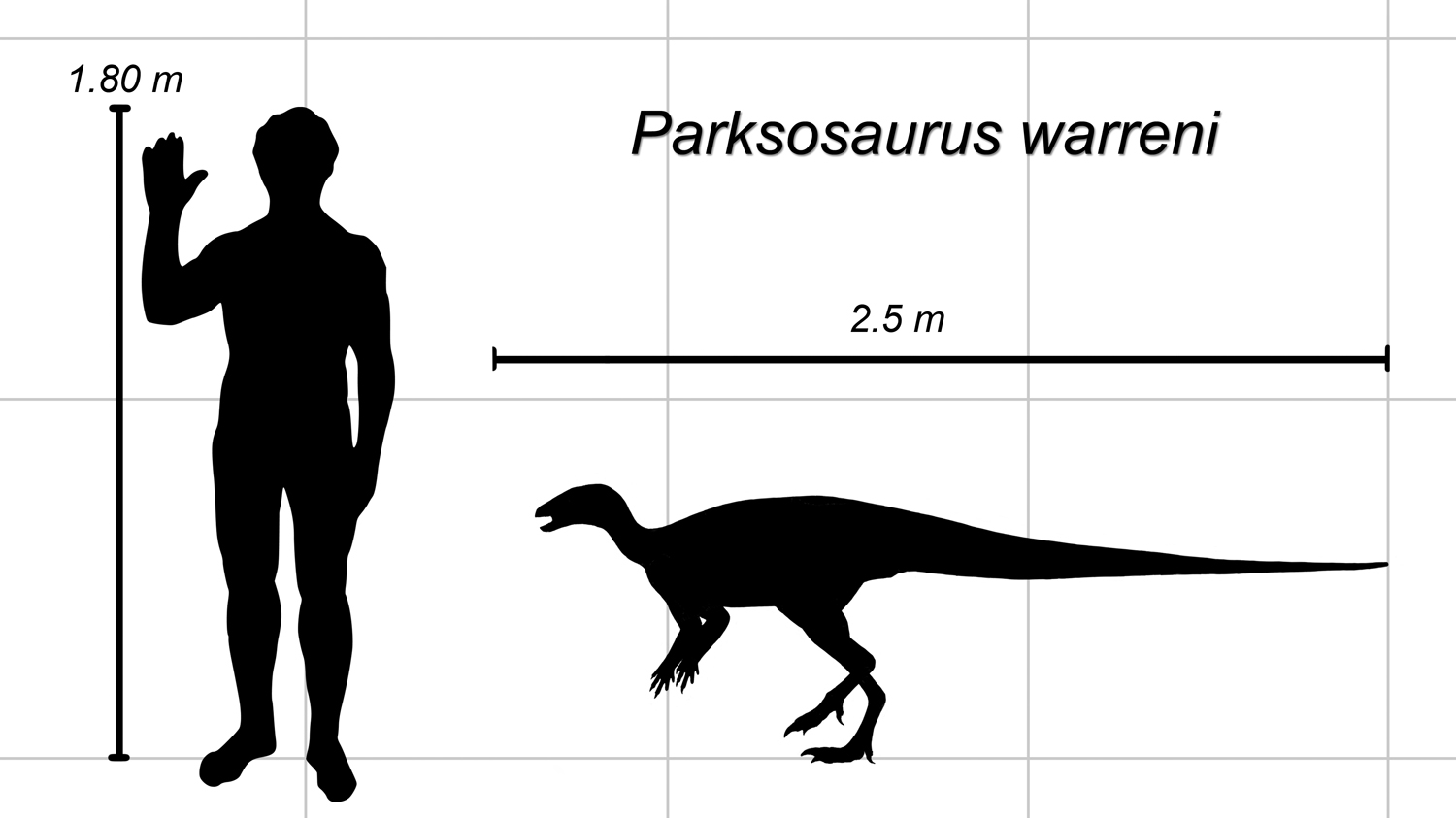
ヒトとの大きさ比較

パルクソサウルスの全体の大きさの推定はあまり行われていないが、2010年のグレゴリー・ポールによる推定では全長2.5 m、体重45 kgとしている。 ウィリアム・パークスは自身の発見したT. warreniの後肢がテスケロサウルス属のThescelosaurus neglectusのものと比較し、T. neglectusでは脛骨が大腿骨より短く、T. warreniでは逆であるにもかかわらず、ほぼ全体で同じ長さ（T. warreniが93 cmに対して、T. neglectusが95.5 cm）であることに気づいた。このようにT. warreniは比率がことなるものの（臀部までの高さ約1 m、全長2－2.5 m）、直線寸法ではテスケロサウルスに匹敵する。おそらくこの比率の違いにより、大腿部付近の重量はより少なく、軽量であった。テスケロサウルス同様に、肋骨に沿って薄く部分的に骨化した軟骨性の肋骨間板が存在した。肩帯はたくましかった。上顎骨には少なくとも18本の歯があり、下顎には20本の歯があった。前上顎骨の歯の数は不明である。

## 分類
パルクソサウルスは記載以来ヒプシロフォドン科に属するとみなされてきた。近年の総説ではこの分類は少々批判的に扱われ、デビッド・ノーマン ら(2004)ではヒプシロフォドン科を側系統とし、パルクソサウルスはテスケロサウルスの姉妹群であるとした。また、Richard Butlerら(2008)では南アメリカの属であるガスパリニサウラと近縁である可能性を示している。しかし、基底的鳥脚類の系統については情報が乏しく、よく分かっていない。テスケロサウルスやパルクソサウルスは比較的後肢がたくましく、他のヒプシロフォドン科と比較して前頭部のアーチが少なく頭骨が細長い。

## 発見と研究史

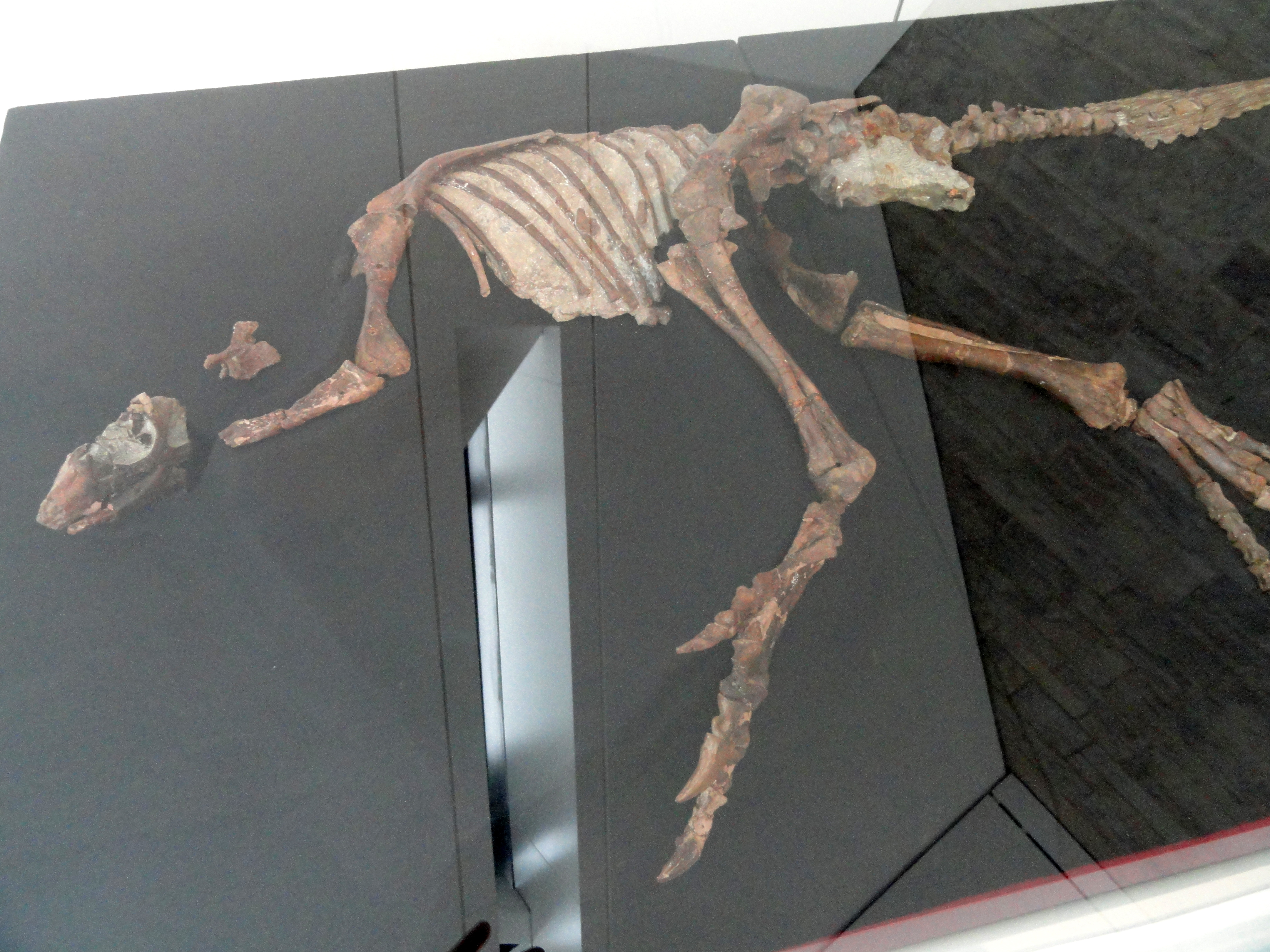
ロイヤルオンタリオ博物館の化石

古生物学者ウィリアム・パークスは1922年にレッドディア川のRumsey Ferry近くにある当時エドモントン層と呼ばれた地層で発見された骨格標本ROM 804を1926年にThescelosaurus warreniとして記載した。発見時この化石は、くちばしの部分を欠く部分的な頭骨、大部分の左の肩帯（上肩甲骨含まれ、この骨は一般的にトカゲ類によく見られる骨であるが、肩甲骨の端が粗いためある種の鳥脚類にも軟骨性で存在すると考えられていた）、手を除く左の前肢、肋骨、胸骨の要素、損傷した左の骨盤、右の坐骨、趾の一部を除く後肢、関節した胴から尾にかけの椎骨、尾の先端を覆う多数の骨化した腱からなるとみなされた。この標本は死亡時に体の左側を下にして倒れており、右側の大部分は埋没前に破壊されてしまっていた。加えて、頸部が失われ頭部が体と分離していた。パークスは脚の比率に基づいてこの新種をT. neglectusと区別した。T. warreniの脛骨は大腿骨より長く、趾はT. neglectusのものより長い。
チャールズ・モートラム・スタンバーグはThescelosaurus edmontonensisと名づけた標本の発見においてT. warreniの再考を行い、独自の属とすることがふさわしいとした（命名は一般的な場合と異なりアブストラクトにおいてなされたが、標本は既に完全に記載されていた）。1940年にスタンバーグはより全体的な比較を行い、2属の体全体により多数の違いがあることを発見した。そしてパルクソサウルスをヒプシロフォドン、ドリオサウルスとともにヒプシロフォドン亜科（Hypsilophodontinae）に、テスケロサウルスをテスケロサウルス亜科（Thescelosaurinae）に分類した。1970年代にピーター・ガルトンがヒプシロフォドン科の再考を始めるまで、この属は研究者にほとんど興味をもたれなかった。1973年に再記載が行われ、ヒプシロフォドン、ラオサウルス（Laosaurus）、L. minimusの系統と関連付けられた。しかし、その後あいまいという見解に戻っている。  
ジョージ・オルシェフスキーは1992年に種小名をP. warrenaeと校正した。種小名は女性（研究を経済的に支援したMrs. H. D.  Warren）に献名されたものであったからであるが、Webサイト意外では元の綴りが好まれている。

## 生態と生息環境

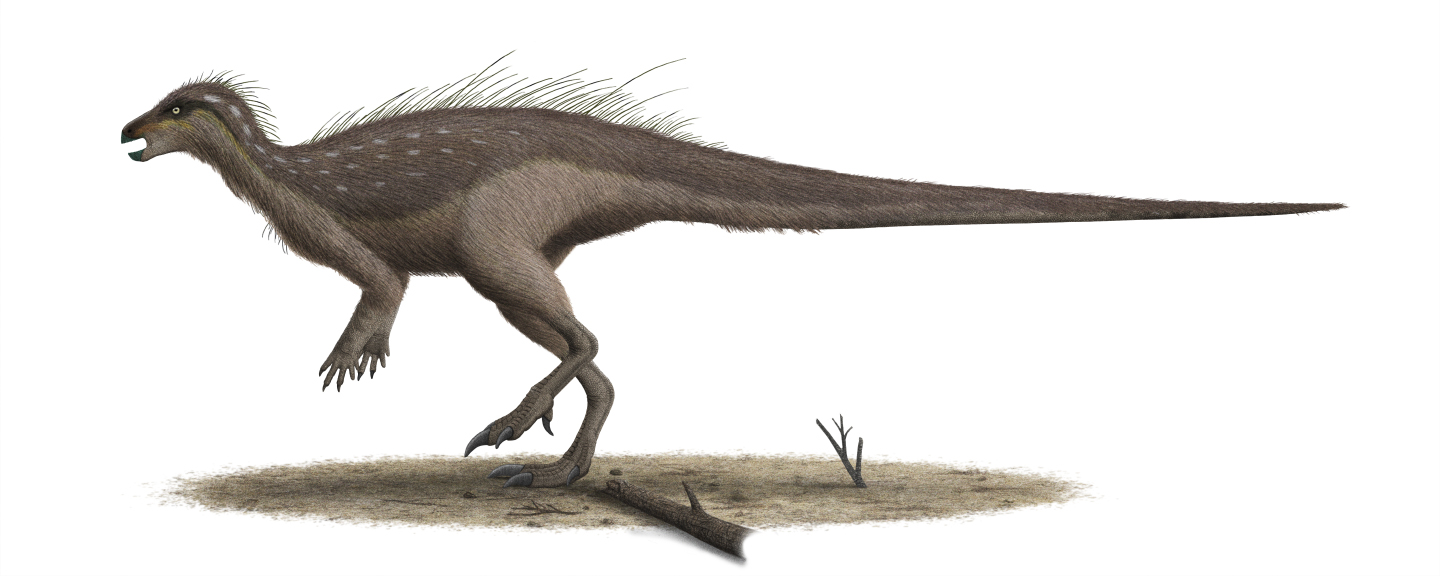
Parksosaurus warreniの生体復元図

パルクソサウルルスはホースシューキャニオン層のユニット4の基底部から発見されていて、この地層は6950万年前のものと推定されている。同じユニットでは獣脚類のアルバートサウルス・サウルコファグス、および未命名のトロオドンの一種、スパイク状のとさかを持つハドロサウルス類のサウロロフス・オズボルニ、中空のとさかを持つハドロサウルス類のヒパクロサウルス・アルティスピヌス、アンキロサウルス科のアノドントサウルス・ランベイなどの他の恐竜が発見されている。また同じ層序からは未同定の角竜類の歯の化石も見つかっている。この層から発見される恐竜はしばしばエドモントニア動物相として知られ、後の時代はland mammal ageで地層の上下で全く別である。ホースシューキャニオン層は明らかに海洋の影響があると理解されている。白亜紀の大半の期間には北アメリカの中央部を西部内陸海路と呼ばれる内海が覆っていた。  
パルクソサウルスは他のヒプシロフォドン科と同じように小型で、素早い二足歩行の草食動物であったようだ。中程度に長い頸部、角質のくちばしを持つ小型の頭部、短いが強力な前肢、長く強靭な後肢を持っていたようだ。 Paul（2010）では長い趾は川辺での生活に適応し、強力な前肢は巣穴を掘るためのものあった可能性を示唆している。

## 参照
1. 1 2 3  Paul, G.S., 2010, The Princeton Field Guide to Dinosaurs, Princeton University Press p. 277
2. 1 2 3 4  Parks, William A (1926). “Thescelosaurus warreni, a new species of orthopodous dinosaur from the Edmonton Formation of Alberta”. University of Toronto Studies (Geological Series) 21:  1–42.
3. ↑  Butler, Richard J.; and Galton, Peter M. (2008). “The 'dermal armour' of the ornithopod dinosaur Hypsilophodon from the Wealden (Early Cretaceous: Barremian) of the Isle of Wight: a reappraisal”. Cretaceous Research 29 (4):  636–642. doi:10.1016/j.cretres.2008.02.002.
4. 1 2  Galton, Peter M. (1973). “Redescription of the skull and mandible of Parksosaurus from the Late Cretaceous with comments on the family Hypsilophodontidae (Ornithischia)”. Life Sciences Contribution, Royal Ontario Museum 89:  1–21.
5. ↑  Sues, Hans-Dieter; and Norman, David B. (1990). “Hypsilophodontidae, Tenontosaurus, Dryosauridae”. In Weishampel, David B.; Dodson, Peter; and Osmólska, Halszka (eds.). The Dinosauria (1st ed.). Berkeley: University of California Press. pp. 498–509. ISBN 0-520-06727-4
6. 1 2 3 4 5  Norman, David B.; Sues, Hans-Dieter; Witmer, Larry M.; and Coria, Rodolfo A. (2004). “Basal Ornithopoda”. In Weishampel, David B.; Dodson, Peter; and Osmólska, Halszka (eds.). The Dinosauria (2nd ed.). Berkeley: University of California Press. pp. 393–412. ISBN 0-520-24209-2
7. 1 2  Butler, Richard J.; Upchurch, Paul; and Norman, David B. (2008). “The phylogeny of the ornithischian dinosaurs”. Journal of Systematic Palaeontology 6 (1):  1–40. doi:10.1017/S1477201907002271.
8. ↑  Gilmore, Charles W. (1915). “Osteology of Thescelosaurus, an orthopodus dinosaur from the Lance Formation of Wyoming”. Proceedings of the U.S. National Museum 49 (2127):  591–616.
9. ↑  Sternberg, Charles M. (1937). “Classification of Thescelosaurus, with a description of a new species”. Geological Society of America Proceedings for 1936:  365.
10. ↑  Sternberg, Charles M. (1940). “Thescelosaurus edmontonensis, n. sp., and classification of the Hypsilophodontidae”. Journal of Paleontology 14 (5):  481–494.
11. ↑  Olshevsky, G. (1991). A Revision of the Parainfraclass Archosauria Cope, 1869, Excluding the Advanced Crocodylia. Mesozoic Meanderings No. 2. San Diego: Publications Requiring Research. p. 268
12. 1 2  Larson, D. W., Brinkman, D. B., & Bell, P. R. (2010). Faunal assemblages from the upper Horseshoe Canyon Formation, an early Maastrichtian cool-climate assemblage from Alberta, with special reference to the Albertosaurus sarcophagus bonebed This article is one of a series of papers published in this Special Issue on the theme Albertosaurus. Canadian Journal of Earth Sciences, 47(9), 1159-1181.
13. ↑  Arbour, Victoria (2010). “A Cretaceous armoury: Multiple ankylosaurid taxa in the Late Cretaceous of Alberta, Canada and Montana, USA”. Journal of Vertebrate Paleontology 30 (Supplement 2):  55A. doi:10.1080/02724634.2010.10411819.
14. 1 2  Dodson, Peter (1996). The Horned Dinosaurs: A Natural History. Princeton: Princeton University Press. pp. 14–15. ISBN 0-691-05900-4